# Dear God (Elton John-sang)
 For alternative betydninger, se Dear God. (Se også artikler, som begynder med Dear God)
"Dear God" er en sang af den britiske sanger Elton John med tekst af Gary Osborne. Sangen er det sidste spor fra albummet 21 at 33 (1980). Singlen nåede nummer 82 på den australske hitliste.
Ligesom mange tidligere sange af Elton John indeholdt denne sang kor fra medlemmer af The Beach Boys og Herman's Hermits.